# یوهان گئورگ واگلر
یوهان گئورگ واگلر (انگلیسی: Johann Georg Wagler؛ ۲۸ مارس ۱۸۰۰ – ۲۳ اوت ۱۸۳۲) یک جانورشناس اهل آلمان بود.